# 1984年夏季奥林匹克运动会马耳他代表团
1984年夏季奥林匹克运动会马耳他代表团是马耳他派出的1984年夏季奥林匹克运动会代表团。